# Inés Coronel Barreras
Inés Coronel Barreras (Canelas, Durango, 21 de enero de 1968) es un narcotraficante mexicano convicta y exlíder de alto rango del Cartel de Sinaloa, un grupo criminal con sede en Sinaloa. Es el suegro de Joaquín "El Chapo" Guzmán, el exlíder del cartel y alguna vez considerado el hombre más buscado de México. Coronel Barreras fue arrestado por las fuerzas de seguridad mexicanas en Agua Prieta, Sonora el 30 de abril de 2013. Fue condenado a 10 años de prisión el 28 de abril de 2017 por tráfico de drogas y posesión ilegal de armas de fuego.

## Infancia y carrera
Inés Coronel Barreras nació el 21 de enero de 1968 en Canelas, Durango, México. También ha sido conocido por los apodos de "El Uno" y "El Suegro". Su esposa es Blanca Estela Aispuro Aispuro, y su hija, Emma Coronel Aispuro, está casada con Joaquín "El Chapo" Guzmán, el exlíder del Cartel de Sinaloa y alguna vez el narcotraficante más buscado de México. Coronel Barreras también estaba relacionado con Ignacio "Nacho" Coronel Villarreal, un exjefe del Cártel de Sinaloa que murió en un tiroteo con las fuerzas de seguridad mexicanas en 2010. Coronel Barreras era oficialmente ganadero en la comunidad rural de La Angostura, Canelas, Durango. Sin embargo, habitantes de la localidad manifestaron que habría cultivado marihuana y amapola.
El 9 de enero de 2013, el Departamento del Tesoro de los Estados Unidos sancionó a Coronel Barreras en virtud de la Foreign Narcotics Kingpin Designation Act (a veces denominada simplemente "Kingpin Act"), por su participación en las actividades ilícitas del Cartel de Sinaloa y la coordinación de operaciones de narcotráfico para Guzmán. La designación también sancionó a Dámaso López Núñez (alias "El Licenciado"), otro jefe del Cártel de Sinaloa que trabajó directamente con Guzmán. Bajo la Ley Kingpin, la Oficina de Control de Activos Extranjeros (OFAC) prácticamente congeló todos los activos que Coronel Barreras tenía en los Estados Unidos y prohibió a los ciudadanos estadounidenses hacer cualquier tipo de negocio con él.
Su área de operaciones era Durango y Sonora, particularmente en los municipios de Agua Prieta, San Luis Río Colorado y Cananea, donde coordinaba plantaciones de marihuana y cargamentos de narcotráfico a través de la frontera México-Estados Unidos en Arizona.

## Arresto
El 30 de abril de 2013, la Policía Federal de México arrestó a Coronel Barreras, su hijo Inés Omar Coronel Aispuro y otras tres personas en un almacén en Agua Prieta, Sonora sin disparar un solo tiro. Las autoridades incautaron cuatro rifles automáticos, una pistola y al menos 250 kilogramos (550 libras) de cannabis en el lugar. Al momento de su arresto, las autoridades alegaron que Coronel Barreras coordinaba envíos de narcotráfico para el Cártel de Sinaloa desde México a través del cruce fronterizo de Arizona, y que desempeñaba un papel importante en las operaciones generales de Guzmán.
Esa tarde fue trasladado desde Sonora al Aeropuerto Internacional de la Ciudad de México en un Boeing 727 propiedad de la Policía Federal. Luego fue trasladado a la SEIDO, la agencia de investigación contra el crimen organizado de México, para su declaración legal. Coronel Barreras fue luego encarcelado en una penitenciaría federal en el estado de Tamaulipas ; fue trasladado nuevamente, a un penal en Sinaloa, en diciembre de 2013.

### Supuesta fuga de prisión
El 26 de mayo de 2014, medios de comunicación locales informaron que Coronel Barreras se había fugado del penal de Culiacán, Sinaloa con varios otros reclusos. El gobierno mexicano cuestionó esta historia a través de Twitter, afirmando que la historia era falsa y que estaba recluido en el Centro Federal de Readaptación Social N° 11, un penal de máxima seguridad en Hermosillo, Sonora. El gobierno confirmó, sin embargo, que tres reclusos se fugaron del penal de Culiacán: Ramón Ruiz Ojeda, Adrián Campos Hernández y Adelmo Niebla González (alias "El Señor"), un importante narcotraficante del Cártel de Sinaloa y exsocio comercial de Guzmán.

### Convicción
El 28 de abril de 2017, un juez federal en Sonora encontró a Coronel Barreras culpable de tráfico de marihuana y por posesión de armas de fuego exclusivas para militares. Fue sentenciado a 10 años, 5 meses y 9 días de prisión y se le ordenó el decomiso de $15,930 MXN. La sentencia también se extendió a su hijo, quien fue condenado por tráfico de marihuana a 10 años y 3 meses, y se le ordenó el decomiso de $15,542 MXN.